# Liparis geelvinkensis
Liparis geelvinkensis är en orkidéart som beskrevs av Johannes Jacobus Smith. Liparis geelvinkensis ingår i släktet gulyxnen, och familjen orkidéer. Inga underarter finns listade i Catalogue of Life.